# مجمع تولوز

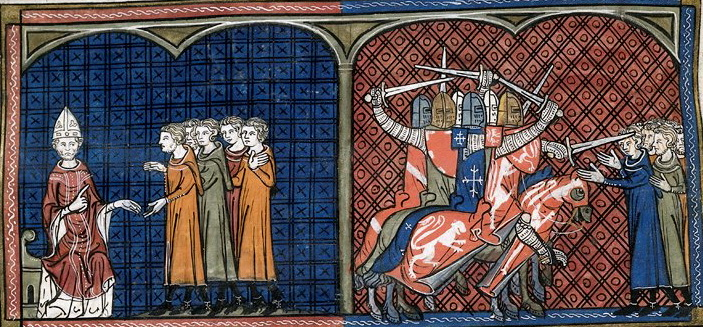
بابا الكنيسة إينوسنت الثالث وهو يقوم بالحرمان الكنسي للكاثار, ثم الحملات الصليبية على أراضيهم

كان مجمع تولوز (1229) مجمعا للكنيسة الكاثوليكية الرومانية التي دعى إليها أسقف تولوز (Folquet de Marselha) في سنة 1229. فقام المجمع بمنع قراءة الكتاب المقدس من قبل عامة الناس كما منع ترجمة كتاب المقدس.

## الخلفية التاريخية
تم إستدعاء المجمع من قبل الأسقف المحلي لمواجهة التهديد المتصور من النمو السريع للحركة ألبيجينسية في جنوب فرنسا في القرن الثالث عشر. قرّر المجمع أنه يجب البحث والكشف عن المهرقطين في كل أبرشية (الكثار و الحركات المشابهة) ، وأنه في حالة العثور على منازلهم يجب تدميرها  ، وأنه يجب تدمير الترجمات غير اللاتينية من الكتاب المقدس. وبالمثل بالنسبة للنسخ غير المصرح بها.
حيث أعلن المجمع:
«نحظر أيضًا السماح للعوام بالحصول على كتب العهد القديم والعهد الجديد ، و يستثنى من ذلك الشخص ذو الدوافع المخلصة الذي يرغب بالحصول على سفر المزامير أو كتاب الأدعية اليومية أو كتاب الأدعية والصلوات المريمية؛ ماعدا ذلك فنحن نحرم بشدة أي ترجمة لهذه الكتب أيضا».

## الميراث
توفي أسقف تولوز بعد عامين في 1231 ، ولكن في 1234 تم عقد مجمع آخر في طراغونة دعي مجمع طراغونة لتنظيم عملية محاكم التفتيش ،  التي وصلت إلى تولوز في 1233, وكما قام بالتصديق على نتائج مجمع تولوز.
وقد أكد القانون الثاني في مجمع طراغونة هذا القول: «لا يجوز لأحد أن يمتلك كتب العهدين القديم والجديد، وإذا كان أي شخص يمتلكها، فعليه تسليمها للأسقف المحلي في غضون ثمانية أيام، حتى تحترق ...» 